# Die Meistersinger
Die Meistersinger sind ein Männerchor, der aus der Gächinger Kantorei unter Helmuth Rilling hervorgegangen ist. Ihr Gründer und Leiter Klaus Breuninger hat das Ensemble 1998 für eine  CD-Produktion formiert. Die Idee war,  einstmals weit verbreitete Stücke für Männerchor wieder einem breiten Publikum zugänglich zu machen und Kompositionen, die kaum mehr gesungen wurden, verstärkt zu pflegen.

## Diskografie
Der Name „Die Meistersinger“ leitet sich von der Meistersingern des 15. und 16. Jahrhunderts ab.
Neben der  Konzerttätigkeit gab es mehrere CD-Produktionen:
- Hab oft im Kreise der Lieben – Männerchöre der Romantik, Die Meistersinger, Ltg. Klaus Breuninger, Label: Hänssler Classic, 1999
- zögernd leise... – Gesänge für Männerstimmen von Franz Schubert, Die Meistersinger, Ltg. Klaus Breuninger; Label: Tacet, 2003
- tief im blauen Traum... Begegnungen mit Robert Schumann, Die Meistersinger, Ltg. Klaus Breuninger; Label: Audite, 2006
- O wie schön ist deine Welt – geistliche Männerchöre der Romantik, Die Meistersinger, Ltg. Klaus Breuninger; Label: Hänssler Classic, 2008
- Encounters with Schumann: ... tief im blauen Traum, Die Meistersinger, Ltg. Klaus Breuninger, 2007